# 榴岡天満宮
榴岡天満宮（つつじがおかてんまんぐう）は、宮城県仙台市にある神社。

## 由緒
天延2年（974年）に山城国に創建され、その後、平将春が陸奥国宇多郡に勧請し、次に柴田郡川内村、天文20年（1551年）に小俵玉手崎（青葉区の仙台東照宮の地）に遷座された。
慶長16年（1611年）に新たに丹塗りの御社殿を造営したが、慶安3年（1650年）に徳川幕府の命による仙台東照宮建立に際し、その境内地東側に遷座された。
そして、寛文7年（1667年）7月25日に三代藩主伊達綱宗公の意思により、現在の鎮座地である榴ヶ岡に遷座され、丹塗りの社殿・唐門を新たに造営し、菅原道真公の真筆（直筆の書）が奉納された。しかし、寛政7年（1795年）に発生した落雷による火災で、唐門を除く境内の建物の殆どが焼失した。

## 祭神
- 菅原道真

## 文化財

### 市登録文化財

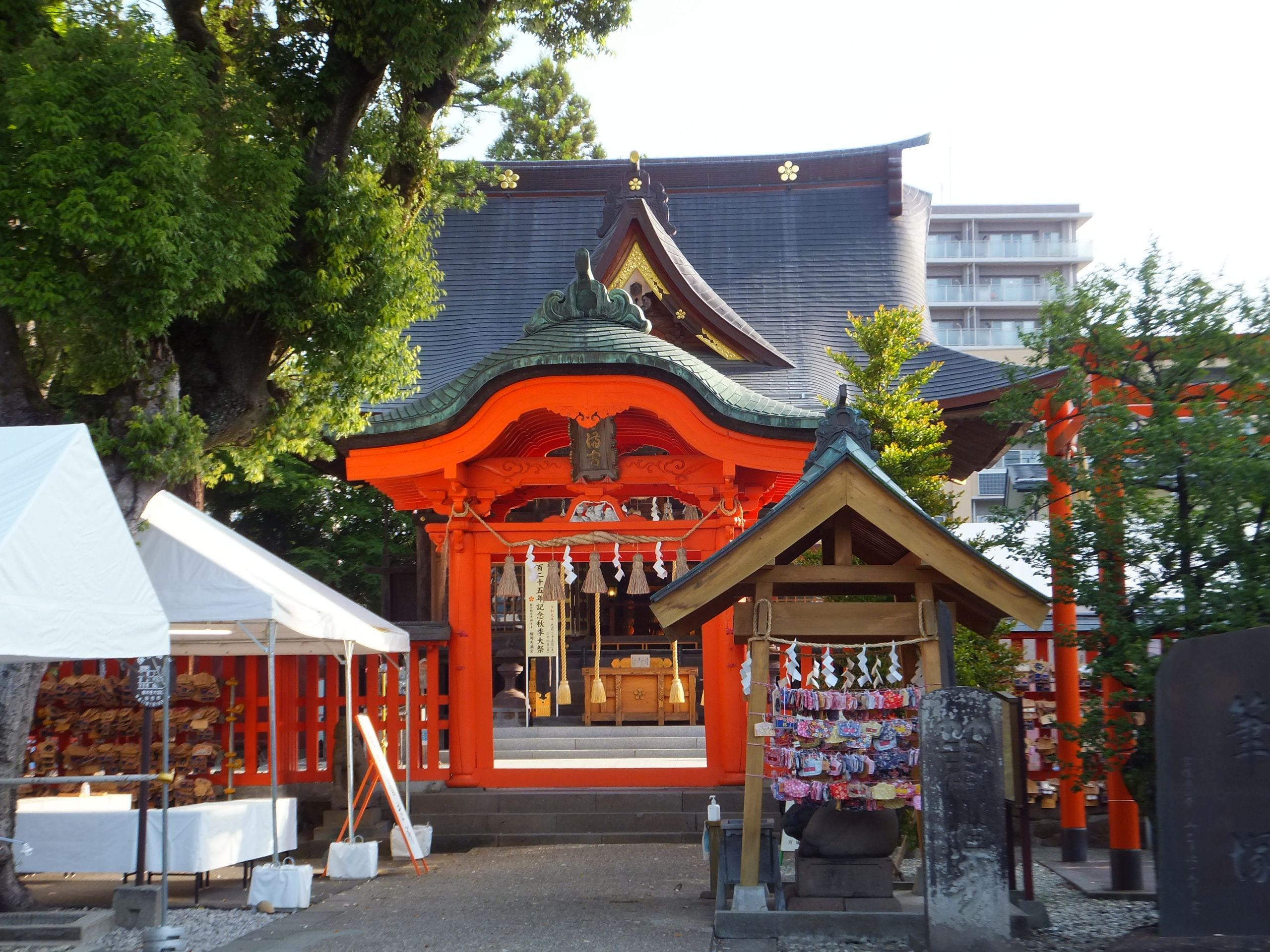
唐門
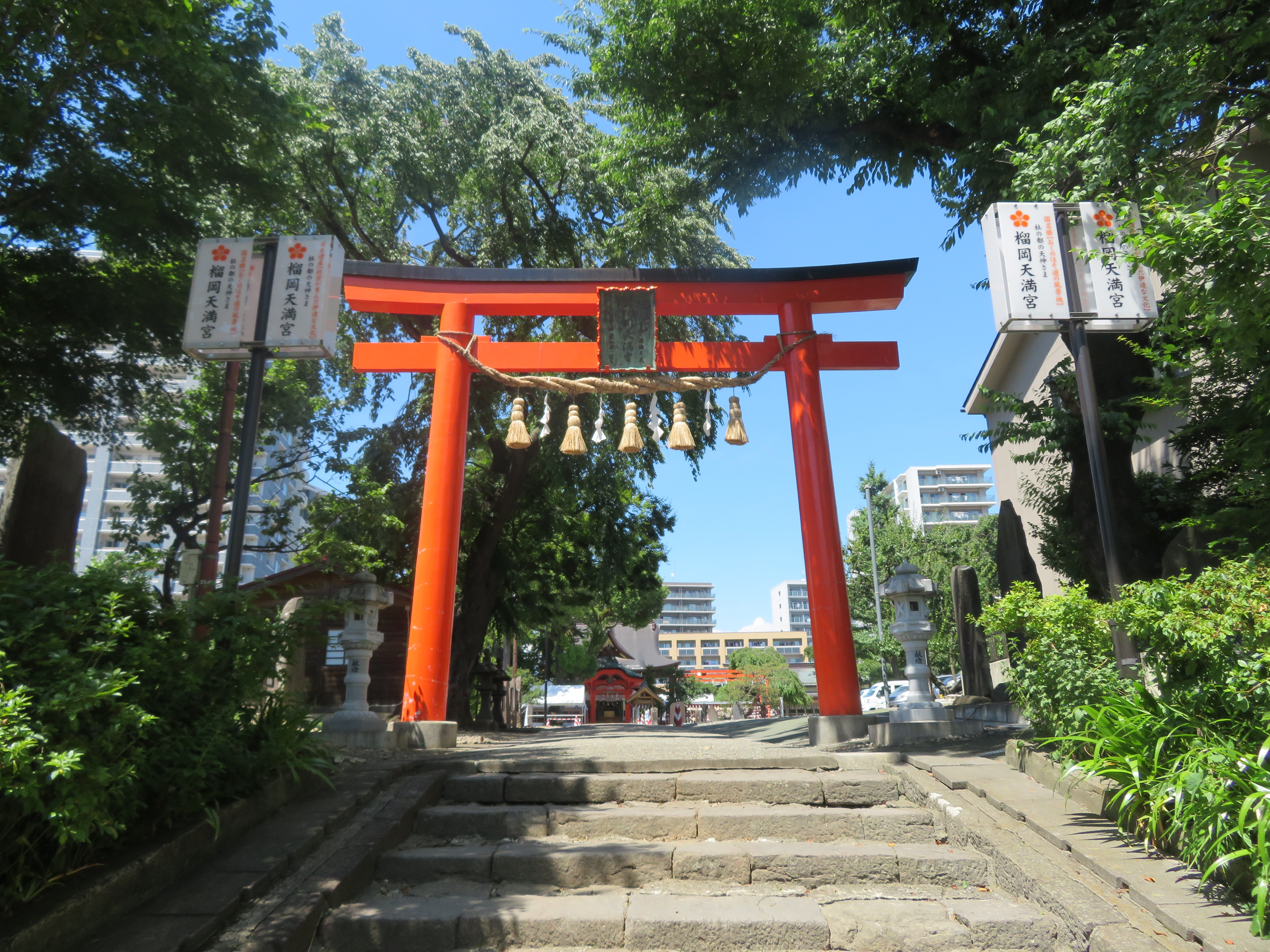
鳥居前

- 唐門
- 鳥居前

## 所在地
- 宮城県仙台市宮城野区榴ケ岡105-3